# IC 519
IC 519 ist eine elliptische Galaxie vom Hubble-Typ c/E0 im Sternbild Hydra südlich der Ekliptik. Sie ist schätzungsweise 658 Millionen Lichtjahre von der Milchstraße entfernt und hat einen Durchmesser von etwa 80.000 Lichtjahren.

Das Objekt wurde am 17. März 1893 vom französischen Astronomen Stéphane Javelle entdeckt.